# 森田健 (著作家)
森田 健（もりた けん、1951年10月26日 - ）は、コンピュータソフト会社の経営者、不思議現象の研究者、ルポライター、SF作家、映画監督、作詞家、作曲家、著作家。

## 経歴
東京都西多摩郡日の出町出身。東京都立武蔵高等学校、上智大学電気電子工学科卒業。富士通を経て、コンピュータソフト会社を経営。開発した通信ソフトにて郵政大臣賞を受賞。
1997年、アメリカのモンロー研究所のセミナーに参加し、体外離脱を体験したという。1999年、2000年に船井総合研究所主催のフナイオープンワールドというスピリチュアル系イベントで講演を行う。2004年に『運命を変える未来からの情報』で六爻占術を紹介。
2005年、「不思議の科学」シリーズが、講談社α文庫より『「私は結果」原因の世界への旅』、『自分ひとりでは変われないあなたへ』、『ハンドルを手放せ』の3冊に改題・改訂出版された。
2008年より「生まれ変わりの村」シリーズ発表。「中国奥地に前世の記憶を持ったまま生きている人々の村があって、その人たちの証言を集めたドキュメンタリー」。
2009年、SF『神のなせる技なり』にて仮説を小説形態で発表し、SF作家としてデビューした。
2011年、「生まれ変わりの村」の講演会を行う。2012年公開予定の映画『スープ〜生まれ変わりの物語〜』のため実施された。
2012年7月、映画『スープ〜生まれ変わりの物語〜』が公開。
2014年、映画『ワンネス〜運命引き寄せの黄金律〜』が公開。脚本および監督、主題歌『ワンネス (曲)』の作詞をつとめる。。映画『和』が公開。脚本および監督、主題歌『ハローCQ (曲)』の作詞をつとめる。
2014年、原作者として映画『生まれ変わりの村』の総監督をつとめ、主題歌『Soup』の作詞作曲をてがける。12月6日 - 12月19日にシネマート六本木にて、『ワンネス〜運命引き寄せの黄金律〜』、『生まれ変わりの村』、『和〜WA〜』の3本同時上映された。

## 著書
SF小説
- 『神のなせる技なり』（2009.12月、アメーバブックス新社｜幻冬舎）

ノンフィクション
- 『不思議エネルギーの世界』（1996年.4月、不思議研究所｜枻出版社）
- 『不思議エネルギーの世界2』』（1996年.7月、不思議研究所｜枻出版社）
- 『不思議エネルギーの世界3』（1996.12月、不思議研究所｜枻出版社）
- 『不思議の科学』（1998.12月、同朋舎｜角川書店）
- 『不思議の科学II』（1999.9月、同朋舎｜角川書店）
- 『不思議の科学III』（2000.8月、同朋舎｜角川書店）
- 『運命を変える未来からの情報』（2004.4月、講談社。2011.8月アクセス｜河出書房新社より改訂版発行）
- 『森田健の「見るだけで運命が変わる!」』（2004.9月、講談社 DVDBOOK）
- 『「私は結果」原因の世界への旅』（2005.1月、講談社〈講談社+α文庫〉）
- 『ハンドルを手放せ』（2005.6月、講談社〈講談社+α文庫〉）
- 『自分ひとりでは変われないあなたへ』（2005.10月、講談社〈講談社+α文庫〉）
- 『究極のいい運命へ 神とつながれ』（2006.4月、講談社 DVDBOOK）
- 『運命におまかせ いつも幸せを感じるあなたに』（2007.11月、講談社）
- 『生まれ変わりの村(1)』（2008.7月、アクセス｜河出書房新社）
- 『生まれ変わりの村(2)』（2009.6月、アクセス｜河出書房新社）
- 『生まれ変わりの村(3)』（2010.7月、アクセス｜河出書房新社）
- 『あの世はどこにあるのか』（2008.12月、アメーバブックス新社｜幻冬舎）
- 『運命改善の不思議な旅99の謎』（2009.6月、二見書房）
- 『運命好転の不思議現象99の謎』（2010.6月、二見書房）
- 『幸運の女神を味方にする方法』（2009.12月、マガジンハウス）
- 『「母神（ははなるかみ）」に包まれる方法』（2010.11月、マガジンハウス）
- 『観音さまから運をもらう方法』（2011.9月、マガジンハウス）
- 『「生まれ変わりの村」と映画「スープ」の世界』（2012.6月、アクセス｜河出書房新社）
- 『続・生まれ変わりの村　スープ①』（2012.6月、アクセス｜河出書房新社）
- 『生まれ変わりの村(4)』（2016.11月、アクセス｜河出書房新社）

## 共著
- 『運を良くする 王虎応の世界』（2009年3月、山川健一共著、アメーバブックス新社・幻冬舎）
- 『幸運の印を見つける方法 王虎応「外応」を語る』（2010年2月、山川健一共著、アメーバブックス新社・幻冬舎）
- 『奇蹟が起きたパワースポット』（2010年9月、山川健一共著、アメーバブックス新社・幻冬舎）
- 『風水で運命逆転』（2012年6月、王虎応対談、アクセス・河出書房新社）
- 『前世記憶が変えるあなたの運命』（2013年4月、吉田泰章共著、アクセス・河出書房新社）

## 楽曲
- リボン（歌：岩崎良美） - 自身の製作・指揮によるドキュメンタリー映画『生まれ変わりの村』（2016年公開）の挿入歌。
- Ｓｏｕｐ（歌：松本梨香）‐自身の製作・指揮によるドキュメンタリー映画『生まれ変わりの村』（2016年公開）の主題歌。